# Directiva de cooperació administrativa en l'àmbit fiscal (2011/16)
La Directiva de Cooperació Administrativa en l'àmbit fiscal (anomenada comunament "DAC") és una Directiva Europea que estableix les normes per a l'intercanvi automàtic d'informació (AEOI) que s'apliquen als membres de la Unió Europea (EU).
L'objectiu principal del DAC és fer front a l'evasió i elusió fiscal mitjançant l'intercanvi d'informació sobre persones i entitats dins de la UE.

## Visió general
La Directiva s'ha modificat 7 vegades per ampliar l'abast de l'AEOI dins de la UE, reflectint tant les iniciatives globals en aquest àmbit de l'⁣OCDE com les iniciatives pròpies de la UE. A més, una modificació del Reglament sobre cooperació administrativa i lluita contra el frau en l'àmbit de l'impost sobre el valor afegit afegeix un requisit addicional de declaració de l'AEOI pel que fa als pagaments.
| Esmena | Directiva modificadora              | Informació comunicada | Mesura equivalent de l'OCDE                         | Efectiu des de |
| ------ | ----------------------------------- | --- | --------------------------------------------------- | -------------- |
| DAC    | Directiva 2011/16 del Consell       | - Ingressos laborals - Guanys sobre el capital - Honoraris del director - Pensions                                                                                                   | -                                                   | 2012           |
| DAC2   | Directiva 2014/107 del Consell      | Comptes financers | Estàndard comú d'informes                           | 2014           |
| DAC3   | Directiva del Consell 2015/2376     | Resolucions fiscals | Acció 5 de BEPS                                     | 2012           |
| DAC4   | Directiva 2016/881 del Consell      | Declaració fiscal país per país per a multinacionals | Acció 12 de BEPS                                    | 2016           |
| DAC5   | Directiva 2016/2258 del Consell     | Titularitat efectiva de les entitats | -                                                   | 2017           |
| DAC6   | Directiva 2018/822 del Consell      | Acords transfronterers que compleixen un segell d'elusió fiscal | Acció 13 de BEPS                                    | 2018           |
| DAC7   | Directiva 2021/514 del Consell      | Venedors que utilitzen plataformes digitals per: 1. Lloguer propietat 2. Lloguer de transport 3. Vendre mercaderies 4. Prestar serveis personals                                     | Informes d'informació de plataformes digitals (DPI) | 2023           |
| DAC8   | Directiva 2023/2226 del Consell     | Transaccions que impliquen la compra, venda, intercanvi o altres adquisicions i eliminacions de criptomoneda i altres actius digitals                                                | Marc d'informes de criptoactius (CARF)              | 2026           |
| CESOP  | Reglament (UE) 2020/283 del Consell | Transaccions de pagament transfronterers on el pagador/remitent es troba a la UE, incloses les transferències bancàries, domiciliacions, transaccions amb targeta de crèdit i dèbit. | -                                                   | 2024           |

## Història
La Directiva original (Directiva 2011/16 del Consell) va entrar en vigor l'any 2011 i va establir un marc de cooperació entre els estats membres de la Unió Europea en matèria d'impostos directes. La Directiva exclou del seu àmbit d'aplicació les qüestions relatives a l'impost sobre el valor afegit, tot i que un reglament separat (Reglament del Consell núm. 904/2010) estableix principis similars.
La primera Directiva va establir dos principis clau:
1. Intercanvi espontani d'informació: perquè les autoritats fiscals s'informin mútuament quan hi pugui haver pèrdues fiscals, evasió fiscal o transferència de beneficis.
2. Intercanvi automàtic d'informació: per obtenir informació en poder de les autoritats fiscals relacionada amb residents en un altre estat membre de la UE, com ara ingressos laborals, ingressos del director o pensions.

### Common Reporting Standard / DAC2
L'any 2014, l'OCDE va acordar els principis de l'intercanvi automàtic d'informació per als comptes financers, d'acord amb l'⁣Estàndard Comú d'Informació.
Per tal d'implementar aquestes normes amb la UE, el DAC va ser modificat per la Directiva 2014/107 per incloure l'intercanvi d'informació sobre els comptes financers. Aquest canvi va obligar els bancs, gestors d'actius i determinades companyies d'assegurances de la UE a recopilar informació sobre la residència fiscal dels clients i a proporcionar informes a la seva autoritat fiscal nacional cada any per a l'intercanvi amb altres estats membres de la UE.
Com a resultat, un resident de la UE que tingui un compte bancari, un compte d'inversió o una altra inversió en un altre país de la UE informarà de les dades d'aquest compte a la seva autoritat fiscal nacional. Un informe del Parlament Europeu sobre la implementació del DAC2 va indicar que el 2018 es van informar de més de 8 milions de comptes de residents de la UE a altres països.
Un informe de 2019 sobre l'eficàcia de l'estàndard comú d'informació va assenyalar que era "substancialment diferent de qualsevol iniciativa en l'àmbit de l'intercanvi d'informació llançada fins ara, inclòs el seu model FATCA".

### Intercanvi d'informació sobre resolucions tributàries / DAC3
El 2015, es va modificar la Directiva per afegir l'intercanvi d'informació sobre resolucions fiscals, que obliga les autoritats fiscals a intercanviar informació quan atorguen una resolució fiscal a un resident d'un altre estat membre de la UE. Això va fer efectiva l'Acció 5 de la Iniciativa d'erosió de bases i canvi de beneficis (BEPS) de l'OCDE que requeria el mateix intercanvi d'informació entre tots els adoptants de BEPS.
Aquesta modificació és l'única norma del DAC que no imposa cap obligació a les empreses de proporcionar informació addicional a la seva autoritat fiscal.

### Informes país per país / DAC4
El 2016, es va modificar la Directiva per afegir l'intercanvi d'⁣informes país per país per part de les empreses que operen a la UE. Això va donar efecte a l'Acció 13 de la iniciativa BEPS de l'OCDE a la UE.
Totes les empreses multinacionals amb ingressos superiors als 750 milions d'euros han de presentar informes anuals a la seva autoritat fiscal, inclosos els grups que són matrius fora de la UE, però que operen a la UE.
L'any 2021, la UE va acordar la Directiva 2021/2101 que exigeix que les mateixes empreses publiquin informes públics país per país a partir del 2026 i estiguin disponibles al lloc web de l'empresa o en un registre central. El requisit del DAC4 es manté vigent, ja que cal més informació segons DAC4 que no pas amb les normes de divulgació pública.

### Intercanvi d'informació de beneficiari efectiu / DAC5
La Directiva es va modificar de nou el 2016 per donar accés als registres de beneficiaris efectius establerts en virtut de les directives contra el blanqueig de capitals. En particular, la Directiva 2015/849 del Consell, la quarta Directiva de la UE contra el blanqueig de capitals, va crear un requisit per al registre de la informació sobre la propietat efectiva en un registre central.

### Normes de divulgació obligatòria / DAC6
La Directiva es va modificar l'any 2018 per incloure l'intercanvi d'informació sobre "acords transfronterers", que són transaccions que compleixen una o més característiques d'⁣elusió fiscal i que impliquen residents d'estats membres de la UE o, d'una altra manera, afecten els estats membres.
La Directiva defineix 15 característiques d'elusió fiscal potencial que inclouen requisits de secret, conversió d'ingressos en capital, dobles deduccions de despeses i moviments transfronterers d'actius o negocis.
Aquestes regles també van fer efectiu el model de normes de divulgació obligatòria de l'OCDE per als acords d'evitació de CRS i les estructures offshore opaques que requereixen la notificació de les transaccions que pretenen evitar la notificació segons el DAC2.
A causa de la pandèmia de la COVID-19, el Consell de la UE va modificar posteriorment la Directiva per permetre sis mesos de temps addicional per a la seva implementació.

### Plataformes Digitals Informes d'informació / DAC7
El 2020, es va modificar la Directiva per incloure normes que obliguen a les plataformes digitals a informar d'informació sobre venedors que utilitzen la plataforma per:
1. Lloguer propietat
2. Lloguer de transport
3. Vendre mercaderies
4. Prestar serveis personals

Les normes reflecteixen el paquet d'informació de plataformes digitals de l'OCDE i les implementen a la UE.
DAC7 té dues diferències notables amb les modificacions anteriors de la Directiva:
- Té un abast extraterritorial[17] i requereix que totes les plataformes digitals del món informin sobre venedors residents a la UE. Per exemple, una persona resident a la UE que vengui en una plataforma establerta als EUA podria ser informada d'acord amb aquestes normes.
- Requereix informes tant sobre venedors nacionals com transfronterers. Per exemple, una plataforma resident a França també ha d'informar sobre venedors francesos. Les directives anteriors s'han restringit a la notificació transfronterera d'acord amb la competència de la UE d'actuar en favor del mercat únic europeu.

### Marc d'informes de cripto-actius / DAC8
L'any 2023, la UE va acordar una esmena a la Directiva per implementar el marc d'informació de criptoactius de l'OCDE per a tots els estats membres. Aquesta adopció va estar estretament lligada a l'adopció per part de la UE de les regulacions de Mercats en Cripto-actius (MiCA), amb la intenció que els dos règims funcionin conjuntament. Aquestes regles requereixen que els proveïdors de serveis de cripto-actius informin de totes les transaccions que impliquin l'adquisició, la disposició o l'intercanvi de criptomoneda i altres actius digitals.
Igual que el DAC7, l'abast del DAC8 és extraterritorial; per exemple, exigeix que els intercanvis de criptomonedes amb seu als EUA informin sobre els clients residents a la UE.
El DAC8 també inclou esmenes a l'abast del DAC original i al DAC2, per reflectir les esmenes de l'OCDE a l'⁣Estàndard Comú d'Informació.
Les normes entren en vigor a partir de l'1 de gener de 2026.

### Sistema Electrònic Central de Pagaments (CESOP)
A més de les esmenes al DAC, el 2020 es va afegir un requisit addicional de declaració d'AEOI pel que fa a l'IVA. Això s'ha afegit a través de les modificacions de la Directiva de l'IVA i del Reglament de cooperació administrativa i lluita contra el frau en l'àmbit de l'impost sobre el valor afegit, ja que el DAC només s'aplica en matèria d'impostos directes.
Aquestes modificacions creen una obligació d'informació coneguda com a CESOP, que obliga als proveïdors de serveis de pagament de la UE a informar sobre els pagaments efectuats pels residents de la UE.

## Mecanisme de recollida i intercanvi d'informació
Amb l'excepció del DAC i el DAC3 originals, totes les altres modificacions de la Directiva requereixen que les empreses privades proporcionin informació a les seves autoritats fiscals nacionals, que després intercanvien informació amb els Estats membres de la UE a través de la Xarxa de Comunicació Comuna. En el cas de DAC2, DAC3, DAC4, DAC7 i DAC8, els estats membres de la UE també intercanviaran la informació recollida amb països no membres de la UE que operen sota les normes establertes pel Fòrum Global de Transparència i Intercanvi d'Informació de l'OCDE a efectes fiscals. Això també s'aplica a un subconjunt d'informació intercanviada en virtut del DAC6.
Com a resultat del DAC, una àmplia gamma d'empreses han d'establir procediments per identificar els residents a la UE i comunicar informació sobre les seves activitats a la seva autoritat fiscal nacional. Aquestes empreses s'anomenen habitualment "intermediaris" en el text dels DAC.

### Intermediaris amb obligacions en virtut del DAC
| DAC   | En l'àmbit intermediaris | Informació comunicada |
| ----- | --- | --- |
| DAC2  | Bancs, gestors d'actius, empreses de confiança, gestors de patrimonis i altres vehicles d'inversió                                                                        | Saldo i ingressos dels comptes financers que es mantenen fora del país de residència.                                                                                 |
| DAC5  | Empreses de confiança, secretaris d'empreses | Beneficiaris de determinats vehicles |
| DAC6  | Advocats, comptables, assessors fiscals i altres que prestin assessorament fiscal com a servei auxiliar                                                                   | Informació sobre les transaccions que compleixen un dels 15 distintius d'elusió fiscal                                                                                |
| DAC7  | Plataformes digitals que connecten compradors i venedors que es dediquen a la venda de béns, lloguer d'allotjament, lloguer de transport o prestació de serveis personals | Desglossament trimestral dels ingressos obtinguts per activitats, quotes pagades a la plataforma i els impostos retinguts                                             |
| DAC8  | Intercanvis de criptomonedes, fintechs, altres protocols d'actius digitals diferents de les finances totalment descentralitzades                                          | Detalls complets de la transacció sobre l'adquisició i disposició de criptomonedes i altres actius digitals, ja sigui per diners fiduciaris o altres actius digitals. |
| CESOP | Proveïdors de serveis de pagament segons la Directiva de serveis de pagament (PSD2)                                                                                       | Detalls complets de la transacció sobre pagaments transfronterers a nivell de transacció, inclosa la informació d'identificació del destinatari.                      |

### Impacte sobre les persones residents a la UE
És probable que les persones residents a la UE se'ls demani que proporcionin determinada informació per part d'intermediaris que estan dins de l'àmbit del DAC. Normalment, a un resident de la UE que obriu un compte bancari, un compte d'inversió o que s'estableixi com a venedor en una plataforma digital se li hauria de demanar detalls de la seva residència fiscal i el seu número d'identificació fiscal. A partir del 2026, això també s'aplicarà als ciutadans de la UE que estableixin relacions amb intercanvis de criptomonedes i altres proveïdors d'actius digitals.
Es pot demanar a les persones que proporcionin informació addicional quan proporcionin informació més complexa, per exemple, una residència fiscal en un país, però una adreça en un altre país. Les regles precises a seguir varien per a cadascun dels DAC.
S'han plantejat reptes legals en relació amb l'abast del DAC i el risc percebut per a la seguretat de les dades. Per exemple, un individu italià va desafiar l'intercanvi d'informació per part de l'autoritat fiscal britànica HM Revenue and Customs d'acord amb el Common Reporting Standard/DAC2. L'any 2022, el Tribunal de Justícia de la UE va concloure que les normes del DAC6 que obligaven als despatxos d'advocats a informar sobre les activitats dels clients incomplirien els requisits de secret professional legal.